# Mistrzostwa Europy w Wioślarstwie 1902
10. Mistrzostwa Europy w Wioślarstwie odbyły się w dniu 24 sierpnia 1902 r. w będącym wówczas pod panowaniem niemieckim Strasburgu. Zawodnicy rywalizowali w 5 konkurencjach wioślarskich na przepływającej przez miasto rzece Ren. 

## Medaliści
| Konkurencja                 | Złoto | Srebro | Brąz                                                                                     | Źródło      |
| --------------------------- | --- | --- | ---------------------------------------------------------------------------------------- | ----------- |
| M1x (jedynka)               | Luigi Gerli | Theodore Conrades                                                                                         | G. Bornet                                                                                | [ 1 ]       |
| M2x (dwójka podwójna)       | Belgia Daniël Clarembaux · Georges Licot | Francja Robert d'Heilly · Octave Bouttemy                                                                 | Cesarstwo Niemieckie · (Alzacja-Lotaryngia) G. Bornet · Charles Hahn                     | [ 2 ] [ 3 ] |
| M2+ (dwójka ze sternikiem)  | Belgia Marcel van Crombrugge · Oscar Dessomville · Alfred van Landeghem (sternik) | Cesarstwo Niemieckie · (Alzacja-Lotaryngia)                                                               | Francja                                                                                  | [ 4 ]       |
| M4+ (czwórka ze sternikiem) | Francja Gaston Tellier · Lucien Henry · Albert Henry · Louis Beauchamps · Belfort (sternik) | Włochy Paolo Diana · Giuseppe Nacci · Gaetano Caccavallo · Vittorio Narducci · Clementino Sbisà (sternik) | Belgia Marcel van Crombrugge · Oscar Dessomville · Prosper Bruggeman · Gaston Goetgeluck | [ 5 ] [ 3 ] |
| M8+ (ósemka)                | Belgia Marcel van Crombrugge · Oscar Dessomville · Prosper Bruggeman · Gaston Goetgeluck · Georges Demeester · Oscar Taelman · Albert Verdonck · Eugène Picha · Alfred van Landeghem (sternik) | Francja                                                                                                   | –                                                                                        | [ 6 ]       |

## Klasyfikacja medalowa
| Miejsce | Reprezentacja                             | Złoto | Srebro | Brąz | Razem |
| ------- | ----------------------------------------- | ----- | ------ | ---- | ----- |
| 1.      | Belgia                                    | 3     | 1      | 1    | 5     |
| 2.      | Francja                                   | 1     | 2      | 1    | 4     |
| 3.      | Włochy                                    | 1     | 1      | 0    | 2     |
| 4.      | Cesarstwo Niemieckie (Alzacja-Lotaryngia) | 0     | 1      | 2    | 3     |
| Razem   | Razem                                     | 5     | 5      | 4    | 14    |